# Sinner Man

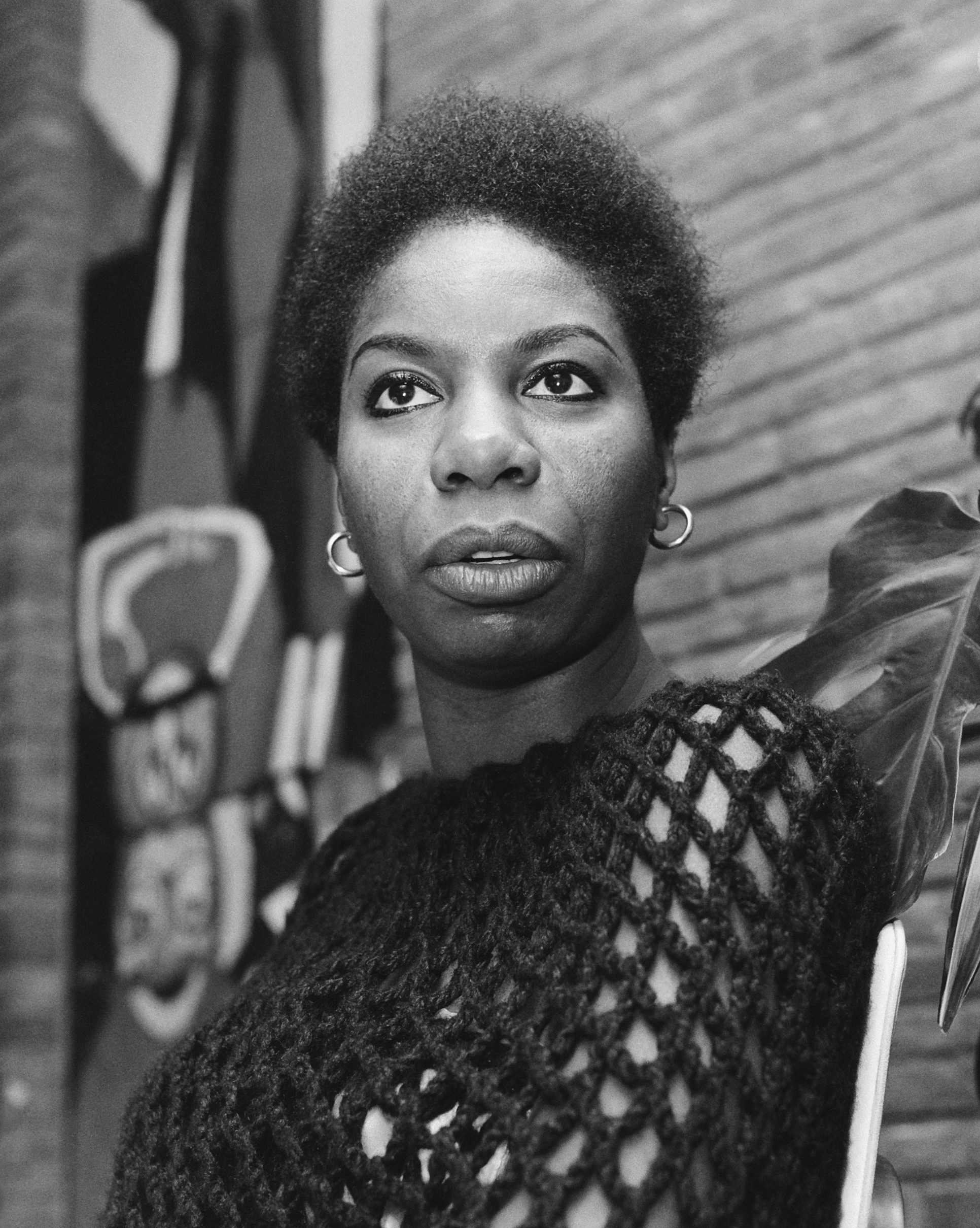
Nina Simone in 1965, het jaar dat haar versie werd opgenomen

Sinner Man, ook gespeld als Sinnerman,  is een Amerikaanse negrospiritual. Het lied is waarschijnlijk in de negentiende eeuw ontstaan.
Sinner Man gaat over een man die zich van God heeft afgekeerd, niet alleen door te stoppen met bidden maar ook door een zondig leven te leiden. Uiteindelijk ontdekt hij dat de duivel op hem wacht. Het lied is een waarschuwing om God trouw te blijven. Ook is het een verbloemd protestlied tegen racisme.
Er is onder meer een folkversie van The Weavers uit 1959 en een tien minuten durende blues- en gospelversie van Nina Simone uit 1965. In de jaren 1960 brachten de Jamaicaanse zangers Peter Tosh en Bunny Livingston meerdere malen een reggaeversie uit. De versie van Nina Simone, gezongen door Bill Conti, is gebruikt in de film The Thomas Crown Affair. De uitvoering van Nina Simone is verder gebruikt in televisieseries.